# 7. Panzer-Division

## Slag

### Fall Gelb, invasionen av Frankrike

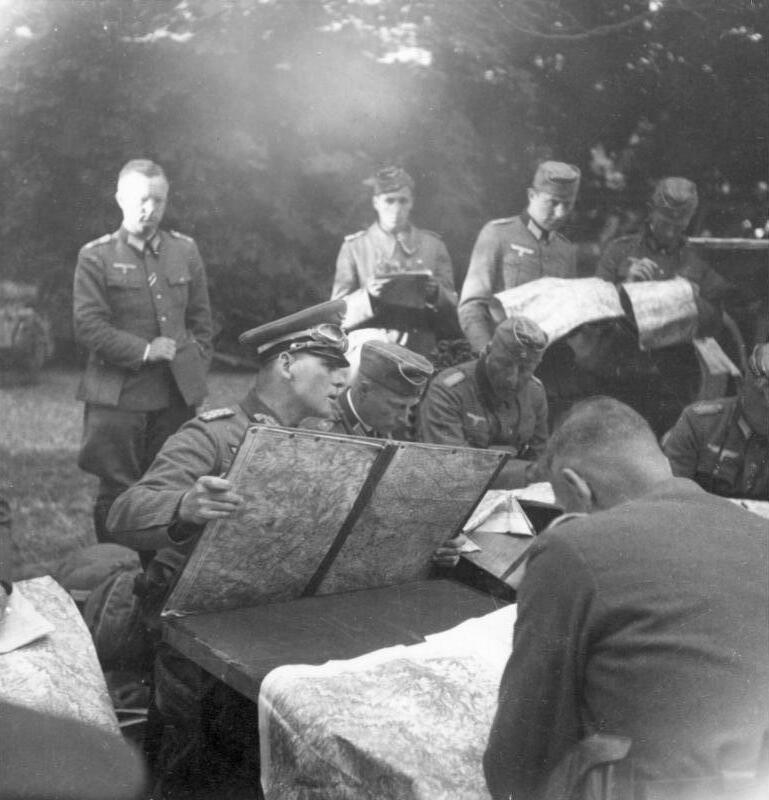
Generalmajor Erwin Rommel studerar kartor under fälttåget i väst.

Var en del av Hermann Hoths XV. Armeekorps. Divisionen var en av de första tyska förbanden som korsade Meuse vid Dinant och ledde sedan framryckningen mot Somme. Divisionen slog tillbaka det brittiska motanfallet vid Arras, till största del genom att använda sina tunga 8,8 cm FlaK luftvärnskanoner mot de tunga brittiska Matildastridsvagnarna. Fälttåget avslutades genom erövringen av Cherbourg den 19 juni.

### Slaget vid Kursk
Deltog som en del av III. Panzerkorps på den södra flanken av Kurskfickan.

## Befälhavare
- Generalleutnant Georg Stumme  	(18 okt 1939 - 5 feb 1940)
- Generalmajor Erwin Rommel  	(5 feb 1940 - 14 feb 1941)
- Generalmajor Hans von Funck  	(15 feb 1941 - 17 aug 1943)
- Oberst Wolfgang Gläsemer  (tf)	(17 aug 1943 - 20 aug 1943)
- Generalmajor Hasso von Manteuffel  	(20 aug 1943 - 1 jan 1944)
- Generalmajor Adalbert Schulz  	(1 jan 1944 - 28 jan 1944)
- Oberst Wolfgang Gläsemer  (tf)	(28 jan 1944 - 30 jan 1944)
- Generalmajor Karl Mauss  	(30 jan 1944 - 2 maj 1944)
- Generalmajor Gerhard Schmidhuber  	(2 maj 1944 - 9 sep 1944)
- Generalleutnant Karl Mauss  	(9 sep 1944 - 31 okt 1944)
- Generalmajor Hellmuth Mäder  	(31 okt 1944 - 30 nov 1944)
- Generalleutnant Karl Mauss  	(30 nov 1944 - 5 jan 1945)
- Generalmajor Max Lemke  	(5 jan 1945 - 23 jan 1945)
- Generalleutnant Karl Mauss  	(23 jan 1945 - 22 mar 1945)
- Oberst Hans Christern  	(23 mar 1945 - 8 maj 1945)

## Organisation
Divisionens organisation vid tiden för Fall Gelb
- Stab
- 25. Panzer-Regiment
  - Panzer-Abteilung I
  - Panzer-Abteilung II
- 7. Schützen Brigade
  - Schützen-Regiment
    - Schützen-Bataillon I
    - Schützen-Bataillon II

  - Schützen-Regiment
    - Schützen-Bataillon I
    - Schützen-Bataillon II

  - Kradschützen-Bataillon Motorcykelbataljon
- 37. Aufklürungs-Abteilung Spaningsbataljon
- 78. Artillerie-Regiment
  - Artillerie-Abteilung I
  - Artillerie-Abteilung II
- 42. Panzerjäger-Abteilung Pansarvärnsbataljon
- 83. Nachrichten-Abteilung Signalbataljon
- 58. Pionier-Bataillon Pionjärbataljon
- tyg- och trängenheter

Divisionens organisation 1943.
- Stab
- 25. Panzer-Regiment
- 6. Panzergrenadier-Regiment
  - Panzergrenadier-Bataillon I
  - Panzergrenadier-Bataillon II
- 7. Panzergrenadier-Regiment
  - Panzergrenadier-Bataillon I
  - Panzergrenadier-Bataillon II
- 42. Panzerjäger-Abteilung Pansarvärnsbataljon
- 7. Aufklürungs-Abteilung Spaningsbataljon
- 78. Artillerie-Regiment
  - Artillerie-Abteilung I
  - Artillerie-Abteilung II
  - Artillerie-Abteilung III motoriserad
  - Artillerie-Abteilung IV självgående
- 296. Heeres-Flak-Artillerie-Abteilung Luftvärnsbataljon
- 58. Pionier-Bataillon Pionjärbataljon
- 83. Nachrichten-Abteilung Signalbataljon
- tyg- och trängenheter